# Novallas
Novallas és un municipi d'Aragó situat a la província de Saragossa i enquadrat a la comarca de Tarassona i el Moncayo, molt a prop del límit amb Navarra.

## Heràldica municipal

Antic escut de Novallas.

L'antic escut de Novallas era molt senzill i duïa només les quatre barres d'Aragó. Aquest escut va ser substituït per l'actual escut l'any 1999.
És de notar el ratpenat que corona el timbre. Emblema representat en alguns blasons municipals dels territoris de l'antiga Corona d'Aragó, Novallas és el municipi més occidental a utilitzar aquest símbol.